# Фернандо де Борха и Арагон
Фернандо де Борха и Арагон  (исп. Fernando de Borja y Aragón, III Conde de Mayalde y príncipe de Esquilache; 1583 — 28 ноября 1665) — испанский аристократ, 3-й граф де Маяльде, вице-король Арагона (1621—1632) и Валенсии (1635—1640).

## Биография
Фернандо де Борха родился около 1583 года в Лиссабоне, столице тогдашнего Королевства Португалия. Младший сын Хуана де Борха-и-Кастро, 1-го графа Маяльде (1533—1606), и его второй жены, Франциски де Арагон-и-Баррето (1525—1615), 1-й графини Фикальо. Внук по отцовской линии святого Франциска Борха и его жены Леоноры де Кастро Мелло-и-Менесес.
С детства Фернандо Борха служил при испанском дворе в качестве менина императрицы-консорта Марии Австрийской и Португальской, проживавшей на полуострове с 1582 года, а позже короля Филиппа II.
В 1603 году 20-летний Фернандо де Борха был назначен королем Филиппом III послом Испании в Савойе, Флоренции и Риме. В 1621 году новый король Филипп IV Испанский назвал Фернандо де Борху придворным камергером и вице-королем Арагона, этот пост он занимал до 1632 года. В 1635 году он был назначен вице-королем Валенсии, пока не был вызван обратно ко двору пять лет спустя, в 1640 году.
В 1643—1646 годах Фернандо де Борха исполнял обязанности камергера Бальтазара Карлоса Австрийского, принца Астурийского (1629—1646).
В 1658 году после смерти своего старшего брата Франсиско де Борха и Арагона, 2-го графа Маяльде (1581—1658), Фернандо де Борха унаследовал титул 3-го графа де Маяльде, а также унаследовав два итальянских титула: 6-го принца Эскилаче и 7-го графа Симари, но он не использовал их при дворе.
В 1661 году, после смерти могущественного Луиса Мендеса де Аро, 6-го маркиза Карпио (1603—1661), король даровал Фернандо титул старшего конюшего, последний из подобных титулов, дарованных Филиппом IV.
Примечательно, что Фернандо переписывался с Марией Агредской, духовной писательницей и советницей короля.

## Семья
В 1623 году Фернандо де Боха женился на своей племяннице Марии Франсиске де Борха и Арагон (1590 — 21 июля 1649), 6-я принцесса де Эскилаче, дочери его старшего брата Франсиско де Борха и Арагона, 2-го графа де Маяльде, и Анны де Борха и Пиньятелли, которая позднее уступила Фернандо титул принца де Эскилаче. У супругов было трое детей, но Хосе и Анна умерли раньше своего отца, и его единственная выжившая дочь, Франсиска де Борха-и-Арагон, герцогиня Сьюдад-Реаль, унаследовала его дворянские титулы.
Фернандо де Борха скончался в Мадриде в 1665 году. Ему наследовала его дочь Франсиска де Борха и Арагон (? — 1693), 4-я графиня де Маяльде и 7-я принцесса де Эскилаче. Её первым мужем с 1650 года был Мануэль де Арагон и Борха (? — 1653), 4-й граф де Луна. В 1654 году она вторично вышла замуж за Франсиско Идиакеса-Бутрона и Алаву (1620—1687), 3-го герцога Сьюдад-Реаль.